# Impasto (cerâmica)
Impasto é um tipo de cerâmica áspera etrusca. A característica definidora é que a argila contém lascas de mica ou pedra. 
No The Art of Etruria and Early Rome (1964) de G.A. Mansuelli, o termo "cerâmica impasto" é descrito da seguinte forma: "técnica cerâmica característica de vasos trabalhados à mão. A 'cerâmica impasto' é compreendida como pertencendo aos tempos pré-históricos, da Idade do Ferro ou mais tarde, feita de argila impura com conteúdo de sílica." (p. 236)